# Malaqueijo
Malaqueijo é uma povoação portuguesa do Município de Rio Maior que foi sede da extinta Freguesia de Malaqueijo, freguesia que tinha 5,84 km² de área e 438 habitantes (2011), e, por isso, uma densidade populacional de 75 hab/km².
A Freguesia de Malaqueijo foi extinta (agregada) pela reorganização administrativa de 2012/2013, tendo o seu território sido agregado ao da Freguesia de Azambujeira para criar a Freguesia de Azambujeira e Malaqueijo.
A Freguesia de Malaqueijo foi criada em 31 de Dezembro de 1984 por desanexação da Freguesia de São João da Ribeira.

## População
| População da freguesia de Malaqueijo | População da freguesia de Malaqueijo | População da freguesia de Malaqueijo | População da freguesia de Malaqueijo | População da freguesia de Malaqueijo | População da freguesia de Malaqueijo | População da freguesia de Malaqueijo | População da freguesia de Malaqueijo | População da freguesia de Malaqueijo | População da freguesia de Malaqueijo | População da freguesia de Malaqueijo | População da freguesia de Malaqueijo | População da freguesia de Malaqueijo | População da freguesia de Malaqueijo | População da freguesia de Malaqueijo |
| ------------------------------------ | ------------------------------------ | ------------------------------------ | ------------------------------------ | ------------------------------------ | ------------------------------------ | ------------------------------------ | ------------------------------------ | ------------------------------------ | ------------------------------------ | ------------------------------------ | ------------------------------------ | ------------------------------------ | ------------------------------------ | ------------------------------------ |
| 1864                                 | 1878                                 | 1890                                 | 1900                                 | 1911                                 | 1920                                 | 1930                                 | 1940                                 | 1950                                 | 1960                                 | 1970                                 | 1981                                 | 1991                                 | 2001                                 | 2011                                 |
|                                      |                                      |                                      |                                      |                                      |                                      |                                      |                                      |                                      |                                      |                                      |                                      | 519                                  | 464                                  | 438                                  |

Criada pela lei nº 72/84, de 31 de Dezembro, com lugares desanexados da freguesia de São João da Ribeira
| Distribuição da População por Grupos Etários | Distribuição da População por Grupos Etários | Distribuição da População por Grupos Etários | Distribuição da População por Grupos Etários | Distribuição da População por Grupos Etários | Distribuição da População por Grupos Etários | Distribuição da População por Grupos Etários | Distribuição da População por Grupos Etários | Distribuição da População por Grupos Etários | Distribuição da População por Grupos Etários |
| -------------------------------------------- | -------------------------------------------- | -------------------------------------------- | -------------------------------------------- | -------------------------------------------- | -------------------------------------------- | -------------------------------------------- | -------------------------------------------- | -------------------------------------------- | -------------------------------------------- |
| Ano                                          | 0-14 Anos                                    | 15-24 Anos                                   | 25-64 Anos                                   | > 65 Anos                                    |                                              | 0-14 Anos                                    | 15-24 Anos                                   | 25-64 Anos                                   | > 65 Anos                                    |
| 2001                                         | 50                                           | 68                                           | 238                                          | 108                                          |                                              | 10,8%                                        | 14,7%                                        | 51,3%                                        | 23,3%                                        |
| 2011                                         | 65                                           | 30                                           | 238                                          | 105                                          |                                              | 14,8%                                        | 6,8%                                         | 54,3%                                        | 24,0%                                        |

Média do País no censo de 2001:  0/14 Anos-16,0%; 15/24 Anos-14,3%; 25/64 Anos-53,4%; 65 e mais Anos-16,4%
Média do País no censo de 2011:   0/14 Anos-14,9%; 15/24 Anos-10,9%; 25/64 Anos-55,2%; 65 e mais Anos-19,0%

## Origem do Nome
A Freguesia de Malaqueijo foi criada somente a 16 de Maio de 1984, mas já existem registos da aldeia de Malaqueijo de 1527, aquando de uma estatística realizada a Rio Maior.
Existe uma lenda que conta a origem do nome Malaqueijo que nos fala de um caminhante que ao passar por este local se sentiu cansado e com fome. Avistou um pequeno casebre no meio dos montes e dirigiu-se para lá. Bateu à porta e foi atendido por um velho pastor que lhe perguntou ao que vinha. O caminhante lá lhe respondeu que procurava algo para se alimentar pelo que obteve como resposta “mal há queijo”. Assim surge o nome como a região ficou conhecida, Malaqueijo.

## Actividades económicas
Pecuária, agricultura e industria de destilaria

## Festas e romarias
- Festa de São Brás (3 de Fevereiro)

## Patrimonio cultural e edificado
- Vestígios dos fornos para cozer cal

## Gastronomia
Cabrito, queijo e coscorões

## Artesanato
Cestaria em vime

## Colectividades
- União Desportiva de Malaqueijo
- Comissão de Melhoramentos de Malaqueijo
- Malaqueijo Solidário – Centro de Bem Estar Social (Creche)
- Malaqueijovem – Associação de Jovens de Malaqueijo – (Inativa)
- MalaqueijoBTT (Inativa)

## Empresas de referência
- Azeites Real Sabor, Lda
- Caves D'Alagoa - Sociedade Agro-Industrial, Lda
- Planicieverde - Sociedade Agrícola, Lda
- Vinisol - Sociedade Vinícola do Ribatejo, Lda